# FC Gratkorn
Maillots
Le FC Gratkorn est un club de football autrichien basé à Gratkorn.

## Historique
- 1921 : fondation du club